# Fòbia social
La fòbia social és una fòbia (por desmesurada i irracional) a trobar-se en una situació social o d'interacció amb altres persones. La por pot ser a passar vergonya o a no ser acceptat pels altres, ja que tenen tendència a creure que són jutjades negativament. Tot i que són conscients racionalment del que passa, emocionalment tendeixen a desenvolupar estratègies d'evitació, amb la qual cosa la por va creixent mentre que es van aïllant, de vegades produint incapacitació o que no puguin dur una vida normal.

## Causes de la fòbia social
L'origen de la fòbia social pot aparèixer gradual o immediatament, i molts cops és degut a diverses experiències socials de caràcter negatiu, com per exemple el bullying.
Segons uns estudis de la Universitat de Barcelona del Departament de Personalitat, Avaluació i Tractament Psicològics, la fòbia social es multifactorial, és a dir, que en molts casos, les persones que pateixen aquesta fòbia no els és gens fàcil determinar la situació inicial que els va conduir a aquesta malaltia. Bàsicament, perquè no només hi ha un sol motiu, sinó que és un conjunt de situacions els que generen la fòbia social. Per tant, es parla d'una combinació de factors els quals s'han anat desenvolupant des de la infància i l'adolescència, agreujant-se a mesura que passa el temps.
En altres casos, la persona recorda una o diverses situacions concretes que van provocar el començament de les pors socials. Ara bé com, humiliacions públiques, fracassos en reunions socials, situacions ridícules que van provocar rialles en els seus companys o qualsevol altra situació que provoqués ansietat a la persona. A partir de llavors, a la persona li genera una intensa por que això li torni a passar i preveu tota mena de situacions socials negatives.
A continuació, s'esmentaran alguns dels factors coneguts que estan relacionats amb l'inici de la malaltia:
- Herència genètica
- Causes ambientals
- Pares poc afectuosos
- Pares sobreprotectors
- Etapa de timidesa infantil
- Autoexigència, com ara caure bé a tothom
- Males experiències socials
- Factors neurobiològics
- Hipersensibilitat a la crítica[3]

## Símptomes
Les persones amb ansietat social es tornen molt ansioses i tímides en situacions socials diàries. Tenen una por intensa i crònica de ser vigilades i jutjades per uns altres, i de fer coses que les facin sentir avergonyides. Es per això, que utilitzen “conductes de seguretat” com mantenir-se callat o tractar de no ofendre a ningú per reduir el risc de ser criticats, el qual temen exageradament. Aquesta por pot tornar-se tan intensa que interfereix-hi amb el treball, el col·legi i altres activitats diàries, i pot dificultar a fer i conservar amics. Però és possible que, donat que han estat tota l'estona atenent als seus propis símptomes, no s'adonin de les reaccions dels altres. Algunes de les pors més comunes de les persones que pateixen aquest trastorn inclouen: 
- Assistir a festes i altres reunions socials
- Menjar, beure i escriure en públic
- Conèixer noves persones
- Parlar en públic
- Utilitzar els banys públics

A nivell físic, els símptomes més usuals són els següents: 
- Dificultat per parlar
- Nàusees
- Tremolors

A vegades, es tendeix a confondre el terme de la “timidesa” amb el trastorn d'ansietat social «Timidesa o fòbia social?».   Límbicus Psicología, 07-03-2024. [Consulta: 7 març 2024]. La gran diferència que es pot apreciar entre aquests dos conceptes, és que les persones tímides són capaces de participar en situacions socials, encara que la vergonya els ho posi difícil. En canvi, el trastorn d'ansietat social afecta la capacitat per exercir-se en el treball i en les relacions interpersonals.

## Conseqüències
- Aïllament: La fòbia va agreujant-se amb el temps, de manera que els símptomes van fent-se cada vegada més intolerables i apareixent cada vegada en més situacions socials. Per això, la persona afectada d'aquesta fòbia va reduint els seus contactes socials, fins al punt d'aïllar-se socialment.
- Depressió: L'aïllament i la sensació d'incapacitat per lluitar contra aquesta fòbia, fan que la persona se senti incapaç de fer res,correctament, que la seva autoestima es redueixi,... Aquesta situació condueix al sentiment d'inferioritat i seguidament es deprimeixi.
- Abús de substàncies: Les persones amb fòbia social se senten alliberades temporalment de la seva ansietat mitjançant el consum d'alcohol i drogues. Aquestes substàncies els permeten comportar-se amb llibertat, relacionar-se socialment i gaudir amb aquestes relacions. Per això, molts d'ells acaben consumint alcohol o drogues de manera habitual fins a acabar sent addictes.
- Problemes escolars: se senten atemorides en moltes situacions de l'ambient escolar, com per exemple exàmens orals. A aquestes situacions desagradables per ells, es poden unir a crítiques negatives dels companys, els quals cataloguen a la persona com el estrany. És per això que, moltes d'aquestes persones decideixen deixar els estudis perquè no es veuen capaços de suportar la pressió que suposa relacionar-se en el col·legi, institut o universitat, encara que tinguin la capacitat per assolir bons resultats.
- Problemes en la integració laboral: Integrar-se en un lloc de treball també resulta molt problemàtic per a les persones amb fòbia social. Hi ha moltes situacions que els resultaran desagradables, començant per l'entrevista de treball, ja que la persona ha de ser valorada i és precisament el que el pacient més tem. A més, evitaran tot treball en el qual el contacte social sigui important, igual que en donar la seva pròpia opinió.
- Problemes en els contactes socials: les persones que pateixen el trastorn mental, tenen molta dificultat per integrar-se en grups o aconseguir contactes socials nous.
- Problemes de parella: aquestes persones se senten incapaços d'acostar-se a una persona que els interessi i establir una conversa. Aquesta situació, en què seràs jutjat per l'altra persona, els genera una gran tensió. Per això, solen tenir moltes dificultats per aconseguir una parella, el que redueix encara més l'autoestima i la confiança en si mateixos.
- Altres problemes associats: Depenent dels casos, algunes persones amb fòbia social poden presentar problemes associats a la seva fòbia com l'enuig  i l'agressivitat, ja sigui enfocada als éssers propers que l'envolten o cap a si mateixos. En casos greus poden autolesionar-se o tenir ideacions suïcides.